# Aeroportul Asalouyeh
Aeroportul Asalouyeh (IATA: YEH, ICAO: OIBI) este un aeroport din Iran ce deservește zona Asalouyeh.
Situat la o altitudine de 5 m, aeroportul dispune de o singură pistă.